# Bakreno doba
Bakreno doba (4. i 3. tisućljeće pr. Kr.; 3500. – 2000. pr. Kr.) je prijelazno razdoblje između neolitika i brončanog doba, a naziva se i kalkolitik (grčki: khalkos + lithos = 'bakar kamen') zbog usporedne uporabe bronce i kamena. U europskoj povijesti i arheologiji povezuje se s početkom formiranja indoeuropskih plemenskih zajednica na područjima koja obuhvaćaju Pricrnomorje (Crno more), Balkan i Bliski Istok. Karakteriziraju ga prevladavanje stočarstva nad poljodjeljstvom, lovom i ribolovom, snažnije povezane plemenske skupine, razvoj bakrene metalurgije, patrijarhat i prodiranje indoeuropskih skupina s istoka. U stručnoj literaturi najčešće se koristi pojam eneolitik, jer je njime bolje određen prijelazni karakter ovog razdoblja.

## O bakru
Bakar je mekani metal koji je lako obradiv materijal i primitivnim kamenim alatom. Na zemljinoj površini se najčešće pojavljuje kao plavi azurit, zeleni malahit ili kao crvena stijena. Jedna od takvih najvećih nalazišta, nalazila su se okolo velikih jezera na granici SAD i Kanade i bilo je pronađeno više od 10.000 mjesta od kojih neka potječu iz 3000. pr. Kr., gdje se eksploatirao bakar, čiji grumeni su mogli dosegnuti težinu od 100 kilograma. Geokemijska analiza je potvrdila da je taj bakar bio eksportiran do Južne Amerike jer su njegovi tragovi nađeni u grobu Inka, a postoje realne teorije da je taj bakar bio prodavan i Egiptu i drugim Bliskoistočnim zemljama posredništvom takozvanih "Naroda s mora".

## Povijest uporabe
Zbog svoje mekoće, bakar se u početku koristio za nakit, no otkrićem obrade hladnim postupkom dobili su dvostruku tvrdoću, čime su dobili alat i oružje potrebne tvrdoće. Jedina mana te obrade je bila krhkost. Najstariji dokazi korištenja bakra potječu iz 8000. pr. Kr. iz Turske, Cayonu Tepesi, u blizini kojeg se nalaze rudnici bakra koji se i danas eksploatiraju.
Premda se prije držalo da se metalurgija najprije javlja u Anatoliji, prema današnjim saznanjima ono je bilo poznato od samih početaka vinčanske kulture. Tako je u mjestu Belovode na planini Rudnik u Srbiji 2010. godine otrkiveni dokazi taljenja bakra na visokim temperaturama iz oko 5000. pr. Kr.; što vinčansku kulturu čini prvom kulturom bakrenog doba na svijetu.
Sve veća upotreba bakra uzrokovala je promjene u tadašnjem društvu. Pojavile su se skupine prvih specijalista, rudara, kovača, metalurga. Sve važnija je bila potraga za rudom. Tako se s vremenom do 3800. pr. Kr., proširila upotreba bakra po cijelom Mediteranu i obalama Atlantika. Paralelno s bakrom, došlo je i do eksploatacije zlata, srebra i olova. Oko 3500. pr. Kr. godine otkrivaju arsen koji dodaju bakru, čime povećavaju njegovu tvrdoću, a time nastaje arsenova bronca.

## Osobitosti
Bakreno doba označava razdoblje kojem je čovjek stekao znanje izrade metalnih predmeta od bakra, kojeg je relativno jednostavno pronaći u prirodi bez potrebe za tehnologijom rudarstva. Bakar je pri tome hladno kovan ili lijevan. Lijevanje bakra otvorilo je mogućnost za sljedeću stepenicu u razvoju čovjeka, kada je od slitine bakra i kositra dobivena bronca, čija šira upotreba uvodi čovječanstvo u Brončano doba.
No, bakar su poznavale i rabile neke neolitičke kulture, pa sama prisutnost i kakva-takva proizvodnja nije dovoljan razlog za izdvajanje novog prapovijesnog razdoblja ako to ne povlači i promjene u načinu života. Pa tako u gospodarstvu dolazi do prevlasti stočarstva nad poljoprivredom, a ono brže stvara viškove, te omogućuje intenzivniju trgovine, a time i stvaranje znatnijih materijalnih bogatstava. Osim toga snaga životinja u bakrenom dobu se sve češće rabi u poljoprivredi i transportu. Sam razvitak gospodarstva dovodi do užih specijalizacija unutar pojedinih gospodarskih grana. U društvenom pogledu formiraju se čvršće povezane i organizirane patrijarhalne rodovske i plemenske zajednice. 
Iako su sve te promjene bile izuzetno značajne, nisu imale revolucionarno obilježje neolitika, pa se stoga za bakreno doba često služi izraz eneolitik, koji ukazuje na kontinuirani razvoj neolitika u bakreno doba, tj. da je pored novih elemenata još uvijek vrlo prepoznatljiva tradicija neolitika u svim sferama života. Isto vrijedi i za termine halkolitik (rabi se uglavnom u kontekstu egejskog i maloazijskog svijeta)  i kuprolitik.
Granice između ranog, srednjeg i kasnog eneolitika nisu jasno definirane. Rani eneolitik određuju kulture još čvrsto utemeljene u neolitiku, u materijalnom, duhovnom i gospodarskom smislu. Srednji i kasni eneolitik predstavljaju udaljavanje od neolitičkih tradicija, s vrlo jakim naglaskom na metalurgiju i društvene promjene koje će krajem eneolitika dovesti do stvaranja plemenskih i rodovskih aristokracija.
Područje napretka i inovacija u eneolitiku, kao i u neolitiku, jest egejski i maloazijski prostor, čije su populacije prisiljene tražiti nove krajeve za život, pa se prebacuju na europsko tlo. No u ovome trenutku pojavljuje se novo ishodište migracija, novi povijesni put koji će imati veliku ulogu u svim kasnijim razdobljima povijesti - područje Ponta, Zakavkazja i južnoruskih stepa, a put vodi preko Šumovitih i Erdeljskih Karpata uz donji tok Dunava. Iz tih krajeva pristizali su brzi, pokretljivi stočari, kojima su bila potrebna nova prostranstva za stoku, spremni da se izbore pod svaku cijenu, a nije nevažno ni to da su oni već dobro ovladali metalurgijom. Svemu se tome nisu mogle oduprijeti konzervativne poljodjelske populacije preživjelog neolitika.

## Regionalne odlike

### Europa
Ötzi (ledeni čovjek) pronađen je u Ötztalskim Alpama i njegovi ostaci su datirani u 3300. pr. Kr. Uz njegov leš pronađena je bakrena sjekira koja dokazuje da se bakar iskapao u Europi 5,300 godina (500 godina prije no što se vjerovalo).
Još starija bakrena sjekira pronađena je u Prokuplju u Srbiji (datirana oko 5,500. pr. Kr.), što metalurgiju u Europi čini još starijim.
Da je saznanje o uporabi bakra bilo raširenije od same uporabe svjedoči kultura ratnih sjekira (Kultura vrpčaste keramike) iz sjeverne Europe, gdje su kamene sjekire klesali u obliku izlivenih sjekira, tj. kao imitaciju bakrenih sjekira
Primjeri bakrenih kultura su Vila Nova de São Pedro i Los Millares na Iberskom poluotoku, odakle potječe tzv. kultura zvonolikih vrčeva iz razvijenog bakrenog doba. Odavde se proširila obrada bakra i bronce u ostatak Europe, s prodorom Indoeuropskih jezika.
Kultura Varna u sjevernoj Bugarskoj pripada novijem bakrenom dobu (oko 4400. – 4100. pr. Kr.), a karakteriziraju ga obojena keramika i bogate nekropole (npr. Varna i kompleks Durankulak koji je najveća prapovijesna nekropola u jugoistočnoj Europi (do danas istraženo 1,200 grobova).
Megalitski hramovi na Malti su djelo dvije faze bakrenog doba: tzv. faza Ġgantija (3600. – 3000. pr. Kr.) i vrhunac tijekom trajanja hramskog kompleksa u Tarxienu koji je ostao u uporabi sve do 2500. pr. Kr.
Vučedolska kultura, koja je imala središte u istočnoj Slavoniji, uz desnu obalu Dunava, imala je svoj vrhunac od 3000. – 2200. pr. Kr.

### Afrika
Bakreno doba u Starom Egiptu, započelo oko 5. milenija pr. Kr., je trajalo duboko u Srednje Kraljevstvo kada je bronca postala popularna tek za 18. dinastije (oko 1500. pr. Kr., Novo egipatsko kraljevstvo).
Subsaharska Afrika se razvijala odvojeno od ostatka svijeta jer je Sahara djelovala kao prepreka koja je ovo područje odsjekla. Tako se bakrene i brončane kulture javljaju sporadično i nepovezano, a pojedina plemena ostaju na razini kamenog doba (Bušmani) sve do pojave kolonijalnih osvajača u 18. i 19. stoljeću.

### Azija
U području plodnog polumjeseca (od Levanta do Mezopotamije), gdje se i pojavila uporaba bakra, ona je trajala usporedo s uporabom kositra sve do 4. milenija pr. Kr. kada je prevladala uporaba bronce. Najvažnija kultura bakrenog doba je mezopotamska kultura grada Uruka (4000. – 3100. pr. Kr.), prva ljudska civilizacija.
U Južnoj Aziji su pripadnici Mehrgarh kulture koristili oruđa od lokalnog bakra od 7700. – 3300. pr. Kr., dok se na Dalekom Istoku bakreni predmeti javljaju oko 4000. pr. Kr. u kulturama Jiangzhai i Hongshan, no ne u široj uporabi.
Prema nalazima A. Parpole, sličnosti lončarije civilizacije u dolini Inda, južnog Turkmenistana i sjevernog Irana od 4300. do 3300. pr. Kr. navodi na zaključak kako je u bakrenom dobu bila razvijena zavidna robna razmjena.

### Amerika
Neovisna i sporadična pojava obrade bakra i bronce se javila među Inkama u južnoj Americi i među mezoameričkim kulturama u zapadnom Meksiku. U usporedbi s ostatkom svijeta, to se dogodilo relativno kasno (oko 600., a u široj uporabi oko 800. godine). Odmah se javljaju regionalne razlike u obradi metala između središnje i južne Amerike (gdje nastaju razne vrste legura: bakarno srebro, bakarni arsenik, bronca (bakar-kositar) i bakar-arsenik-kositar), a morskim putovima proširila se prema sjeveru.